# سيلفي هينروتين ديسرواسير
سيلفي هينروتين ديسرواسير هي كاتبة سيناريو وصحفية وكاتِبة وكاتبة للأطفال كندية، ولدت في 28 أغسطس 1954 في مونتريال في كندا.

## وصلات خارجية
- سيلفي هينروتين ديسرواسير على موقع IMDb (الإنجليزية)
- سيلفي هينروتين ديسرواسير على موقع قاعدة بيانات الفيلم (الإنجليزية)